# Klasztor Szarytek w Łucku
Klasztor szarytek – zabytek o znaczeniu ogólnoukraińskim w Łucku, przy ul. Katedralnej 17–19. Budynki, w których mieścił się niegdyś klasztor, należały do katedry Św. Trójcy. Były wzniesione w XVI wieku i później przebudowane w XVIII wieku.

## Historia
W 1427 roku książę Witold przeniósł katolicką kurię biskupią z Włodzimierza do Łucka. Wtedy też został wzniesiony kościół pw. Świętej Trójcy. W 1545 roku z fundacji biskupa łuckiego Jerzego Falczewskiego powstała nowa katedra oraz kilka kamienic dla potrzeb kurii. W 1781 roku kościół spłonął i nie został już odbudowany. Siedziba biskupa została przeniesiona do kościoła oo. Jezuitów.
Po przeniesieniu kurii i kleru, jedną część dawnego katedralnego gmachu zajęła szkoła, w drugiej części urządzony został szpital i sierociniec. Nad tym ostatnim objęła pieczę szlachcianka Józefa Polanowska, która z własnych funduszy utrzymywała tu do 70 starców, kalek i sierot. W 1829 roku biskup Kacper Kazimierz Cieciszowski sprowadził do Łucka siostry miłosierdzia (szarytki). Został im przydzielony sierociniec „Angelica” i szpital dla starców. Pozostałe części budynku nadal zajmowała szkoła. Przez jakiś czas działało tu gimnazjum, gdzie wykładał literaturę rosyjską Pantełejmon Kulisz. Od 1860 roku działała tu też szkoła, którą wizytował Tadeusz Czacki.

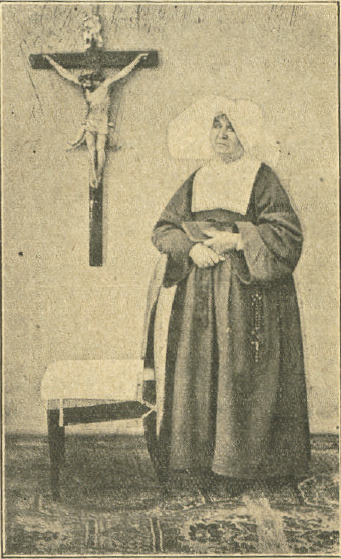
s. Joanna Jasińska

W połowie XIX wieku rosyjski rząd rozpoczął aktywną walkę z katolicyzmem na Wołyniu oraz likwidację wielu klasztorów i kościołów. W 1866 roku kasacie uległ również klasztor szarytek. Ostatnią przełożoną łuckich szarytek była Joanna Jasińska. W 1917 roku staraniem Polskiej Macierzy Szkolnej w Łucku została założona szkoła podstawowa im. Królowej Jadwigi, która częściowo zajmowała gmach byłego klasztoru szarytek. W 1921 roku w klasztorze czasowo mieściła się szkoła handlowa.

## Stan obecny
Na początku 1990 roku budynek został zajęty przez kurię biskupią kościoła rzymskokatolickiego. Obecnie znajduje się tutaj rezydencja ordynariusza łuckiego biskupa Marcjana Trofimiaka. Swoją siedzibę ma w nim również Maltańska Służba Medyczna.

## Architektura
Budynek klasztoru na planie podkowy składa się obecnie z dwóch części:
- lewe (zachodnie) skrzydło – ul. Katedralna, 17 – zostało zbudowane w XV-XVI wieku. Na rogu budynku od strony północnej znajduje się czteroboczny ryzalit, w który mieści się pokój z małym oknem;
- prawe (wschodnie) skrzydło – ul. Katedralna, 19 – zostało całkowicie przebudowane po pożarze w XVIII wieku. Północna ściana wzmocniona skarpą. Ściany ozdobione są pilastrami i gzymsami. Od wschodu dobudowano parterowy budynek.

## Galeria

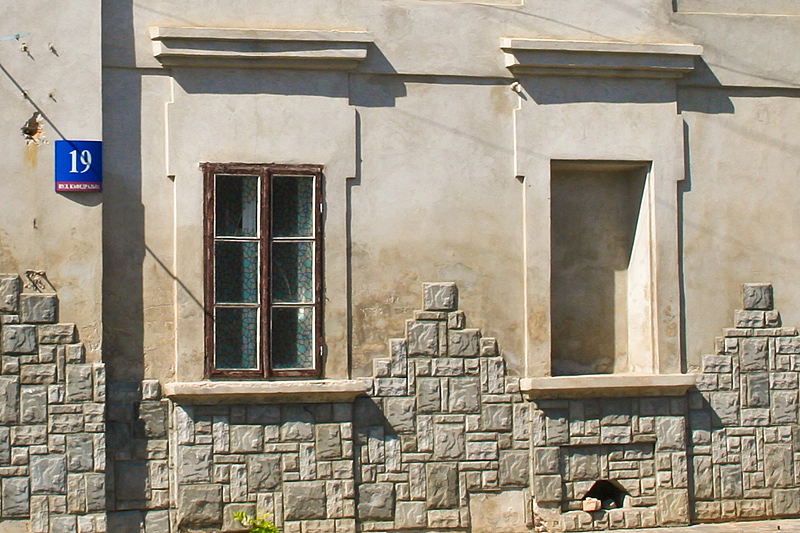
Okna na skrzydle XVIII w.
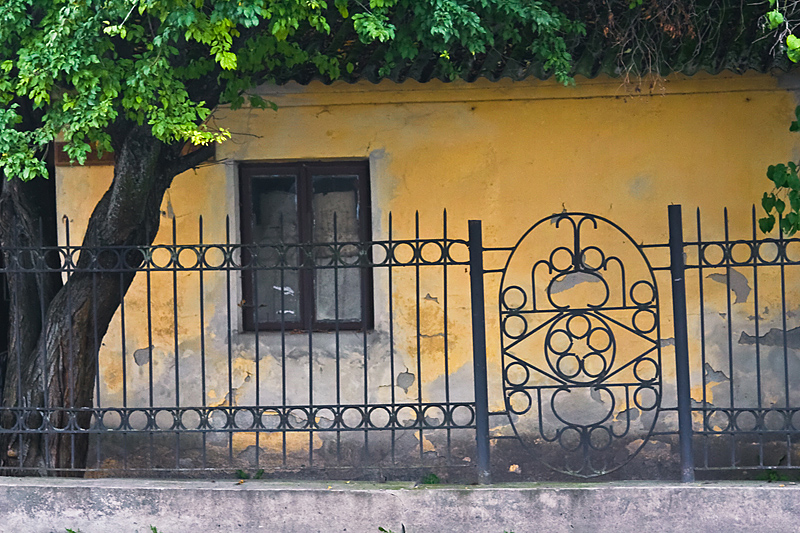
Przybudowa
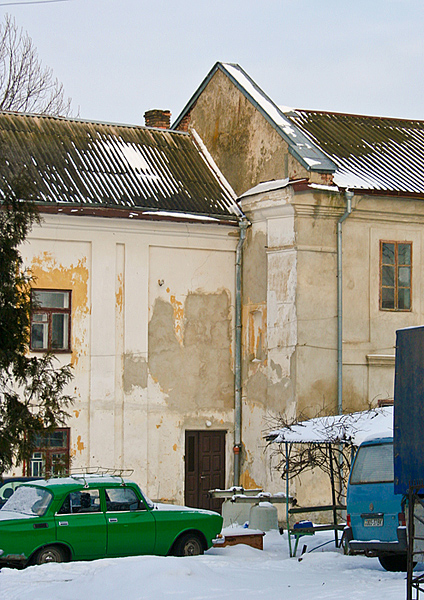
Fragment budynku
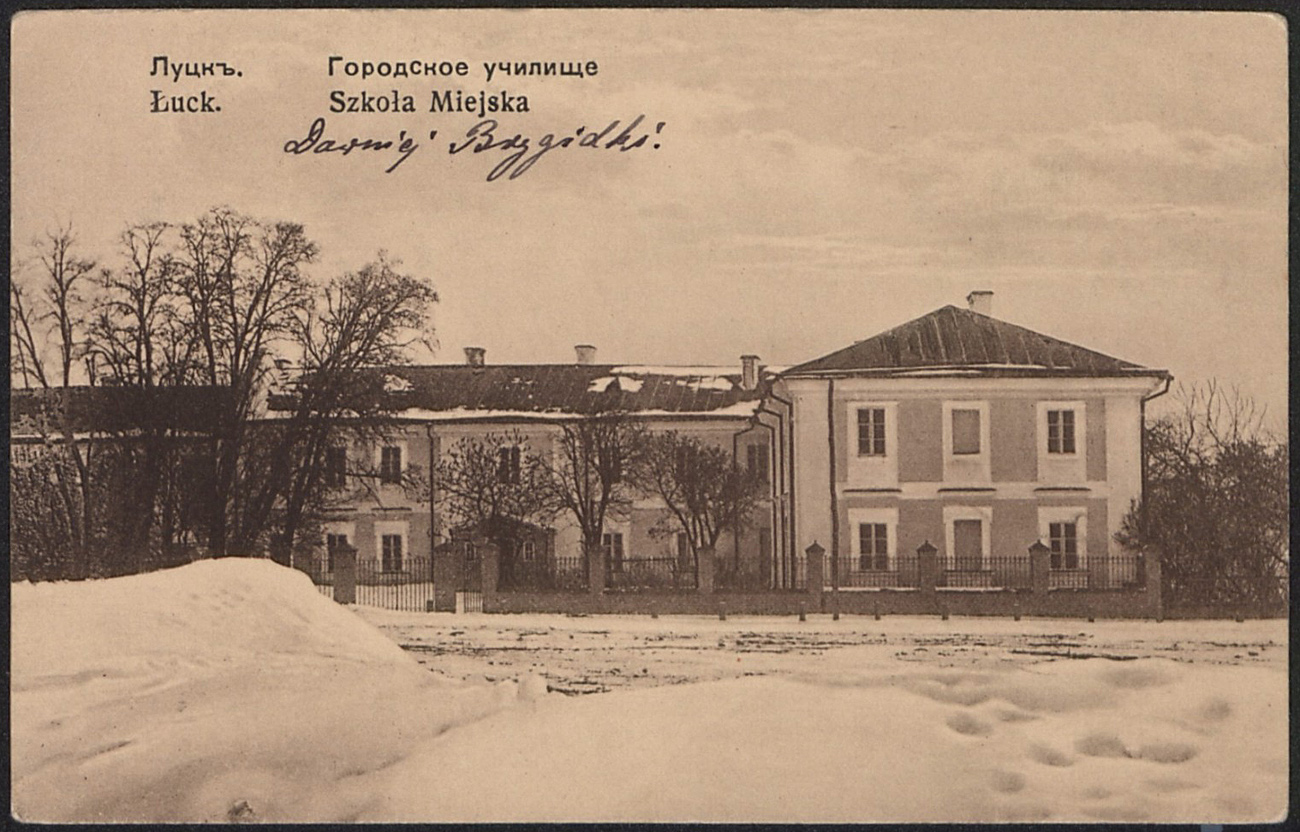
Archiwalne zdjęcie pocz. XX w.
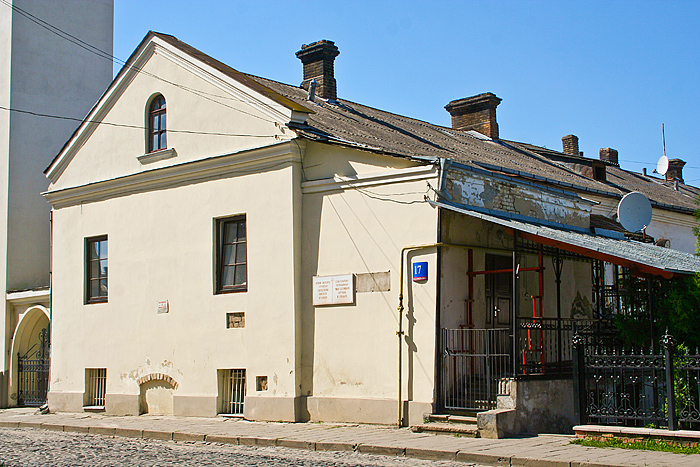
Lewe skrzydło